# Hocine Ragued
Hocine Ragued (Parigi, 11 febbraio 1983) è un ex calciatore tunisino, di ruolo centrocampista.